# Svanahuvudet
Svanahuvudet är ett naturreservat i Bodens kommun i Norrbottens län.
Området är naturskyddat sedan 2009 och är 2,1 kvadratkilometer stort. Reservatet omfattar berget med detta namn. Reservatet består av granskog med inslag av tall och lövträd,  